# On Stage (televisieprogramma)
On Stage is een cultureel televisieprogramma van de VPRO dat wordt uitgezonden op NPO 2.

## Opzet
Het programma startte begin 2021 in de coronapandemie. Het biedt een vervangend podium aan (theater)artiesten, die door de pandemie en maatregelen vele optredens en producties geannuleerd zien worden. Voor de kijkers is het een alternatief cultureel evenement.
On Stage wordt gepresenteerd door Nadia Moussaid en in iedere aflevering staat een hoofdgast centraal. Deze treedt zelf op, wordt geïnterviewd en mag meerdere gastartiesten uitnodigen. Het programma wordt opgenomen in TivoliVredenburg en valt onder het Actieplan Cultuur van de NPO.

### Hoofdgasten
De hoofdgasten van het eerste seizoen zijn: Henny Vrienten, Romana Vrede, Lucky Fonz III, Raven van Dorst, Soundos El Ahmadi, Danny Vera, Eefje de Visser en Joost van Bellen.
De hoofdgasten van het tweede seizoen: Barry Hay, S10, Wiwa, Spinvis, Ilse DeLange en Naaz.